# Église Saint-Maclou de Mantes
Pour les articles homonymes, voir Église Saint-Maclou.
L'église Saint-Maclou était l'une des églises paroissiales de la ville de Mantes. Elle était dédiée à Saint Maclou. Les autres paroisses de Mantes étaient Sainte-Croix (Notre-Dame) et Saint-Pierre des faubourgs.
La Tour Saint-Maclou fait l’objet d’un classement au titre des monuments historiques depuis le 18 mai 1908.

## Historique
Bâtie originellement vers le début du XIe siècle, vers 1015, l'église Saint-Maclou était, selon la tradition mantaise, l'Hôtel Dieu de la ville. Brûlée par Guillaume le Conquérant en 1087 avec tout le reste de la ville, elle fut rebâtie à proximité vers la fin du XIe siècle ou le début du XIIe siècle.
De nombreux travaux furent entrepris au cours de la première moitié du XVIe siècle : le chœur fut refait et la tour fut construite.
Malheureusement, l'argent était très mal géré dans cette paroisse déjà pauvre, et l'entretien de l'église fut négligé. Le chœur menaçait ruine dès la moitié du XVIIe siècle après des signes avant coureurs à la fin du XVIe siècle, et s'effondra finalement en 1693, au grand émoi de la population mantaise. Il fallut plusieurs années pour le rebâtir, à cause du manque de fonds, mais un don privé permit de réaliser les travaux.
En 1715 fut redessinée la carte des paroisses entre Saint-Maclou et Sainte-Croix (Notre Dame) : la division ne se ferait désormais plus par statut social, mais géographiquement. Au XVIIIe siècle, l'église était dans un état pitoyable et n'était toujours pas entretenue correctement : la pluie tombait à l'intérieur.
Arriva la Révolution française et la paroisse fut supprimée en 1791 : le peuple irait désormais uniquement à Notre-Dame, l'unique paroisse de la ville. L'église fut donc désaffectée. En l'an III, le conventionnel Joseph Augustin Crassous autorisa la ville à y établir le temple de la Raison et, afin de financer les travaux à effectuer, vendre les matériaux issus de la démolition du chœur et de la tour. Si le chœur fut effectivement démoli, la tour, dont la démolition était déjà programmée, ne fut sauvée qu'in extremis grâce à l'action de la Commission des arts. L'église fut à nouveau fermée et ne servit jamais de temple.
Elle fut vendue à des particuliers en l'an VI. En 1806, alors que l'on ne savait plus à quel usage vouer l'édifice, les murs de la nef commencèrent à s'effondrer, aussi les propriétaires reçurent l'ordre de démolir tous les murs jusqu'à trois mètres au-dessus du sol, ne laissant que la tour et un bout de la façade en élévation.
Entre 1810 et 1828 eurent lieu d'innombrables tractations car la municipalité souhaitait acquérir l'emplacement de l'église pour élargir la rue qui la longeait malgré le refus du propriétaire. Cette opération devait permettre de relier les deux marchés principaux et d'embellir le quartier. Finalement, elle obtint gain de cause pour utilité publique et fit raser les derniers murs en 1828.
De nombreuses restaurations de la tour furent effectués dès la seconde moitié du XIXe siècle, allant s'accélérant jusqu'au début du XXe siècle. Elle fut ébranlée par les bombardements de 1944 et nécessita de nombreuses restaurations jusque dans les années 1980 avant d'être considérée comme restaurée, époque à laquelle elle fut nettoyée de la pellicule de pollution qui la couvrait.

## Vestiges
Il subsiste aujourd'hui la tour du XVIe siècle, de même qu'un pan de mur roman, long de deux arcades, avec les piliers du bas-côté qui lui correspondent. La façade, quoique remaniée fortement, présente encore des éléments d'origine.
De l'église primitive, il reste la crypte.

## Architecture
L'église primitive était romane. Très peu de choses sont connues à son sujet à ce jour.
La seconde église, dans son état post-XVIe siècle était constituée d'une nef simple de cinq travées flanquée de bas-côtés, d'un chœur entouré de chapelles probablement rayonnantes, d'un transept de trois travées au nord, et peut-être au sud mais sensiblement plus court, et d'une tour, placée sur le bas-côté sud, au-dessus de la seconde travée.